# カラフトワシ

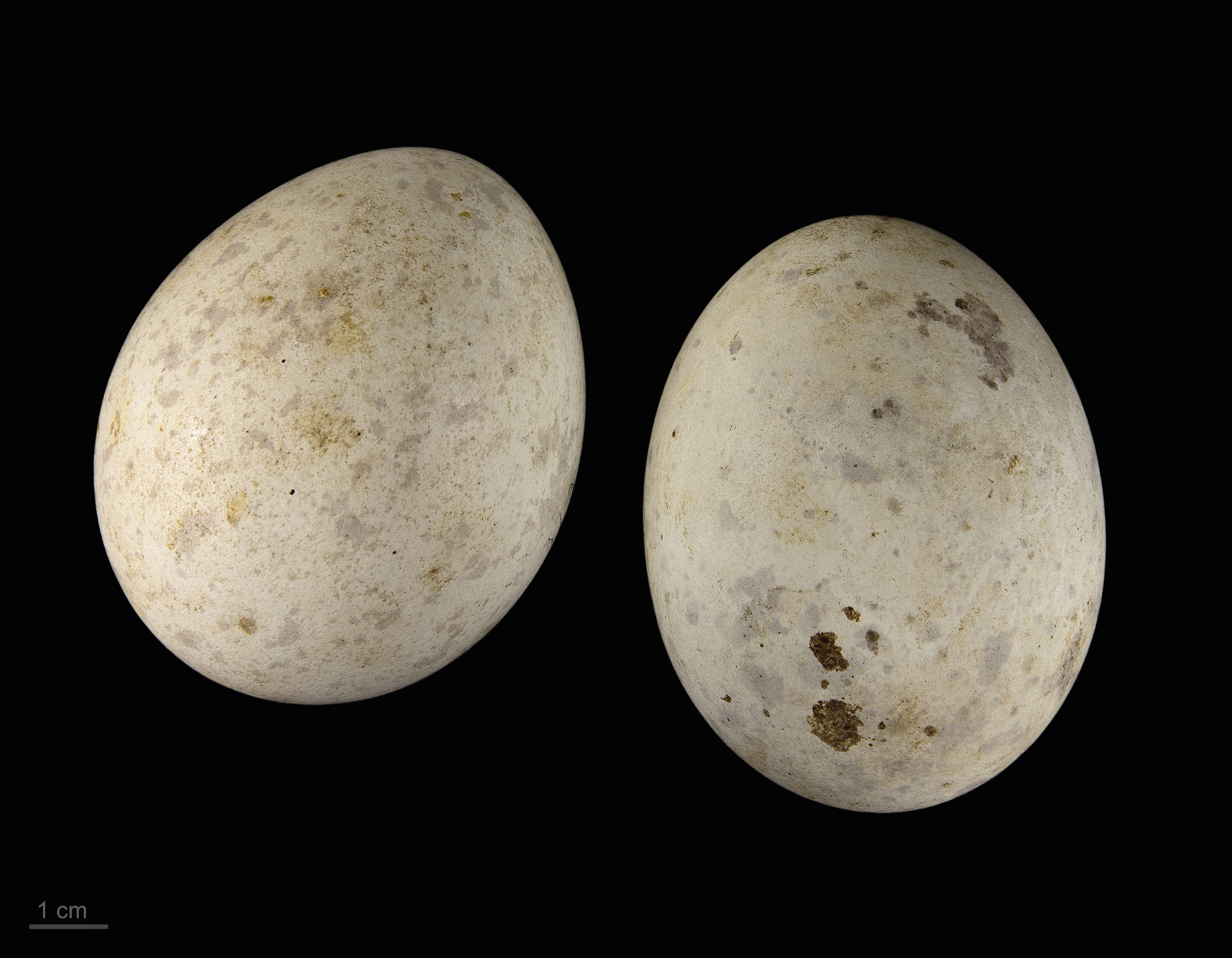
Clanga clanga

カラフトワシ（樺太鷲、学名:Clanga clanga）は、タカ目タカ科に分類される鳥類。

## 分布
夏季にヨーロッパ東部からロシア南東部にかけての地域で繁殖し、冬季になるとインド北部、中華人民共和国南部、アフリカ大陸北部、東南アジアへ南下し越冬する。日本には越冬のためまれに飛来（迷鳥もしくはまれな冬鳥）する。鹿児島県には定期的な渡来地がある。

## 形態
全長オス67cm、メス70cm。翼開張158-182cm。尾羽は短い。全身が黒褐色や濃褐色、褐色の羽毛で覆われる。尾羽基部の上面（上尾筒）や尾羽基部の下面（下尾筒）の先端には白い斑紋が入る。
虹彩は暗褐色。後肢の色彩は黄色。
幼鳥は肩羽や雨覆に淡褐色の斑紋が入る。

## 生態
越冬地では農耕地やマングローブ林などに生息する。飛翔時には腕を上げ翼の先端を下げる。
食性は動物食で、小型哺乳類、鳥類、爬虫類、両生類、魚類などを捕食するほか、動物の死骸なども食べる。帆翔したり樹上で待ち伏せしたりして獲物を探すほか、地面を歩いて獲物に忍びより捕らえることもする。
平地や水辺の森林の樹上に営巣し、1-3個の卵を産む。抱卵日数は42-44日、巣立ちまでの日数は60-65日。巣立ち後、20-30日で独り立ちする。